# О’Ши, Майкл
Майкл О’Ши (англ. Michael O'Shea; 17 марта 1906[…], Хартфорд — 4 декабря 1973[…], Даллас) — американский артист водевиля, актёр кино и телевидения.

## Биография
Майкл О’Ши родился 17 марта 1906 года в Хартфорде, штат Коннектикут. Кроме него в семье росли ещё пять братьев, все они стали полицейскими, а сам Майкл в возрасте 12 лет бросил школу и отправился в турне по стране артистом водевиля в составе труппы известного, но на тот момент уже бывшего, боксёра Джека Джонсона.
Став взрослым, организовал собственную танцевальную группу «Майкл О’Ши и его Неподвижные Цыгане». В 1942 году впервые появился в крупной серьёзной постановке «Канун Святого Марка» (англ. The Eve of St. Mark), был замечен кинематографистами, и уже со следующего года стал регулярно появляться в фильмах, а с 1953 года — в сериалах. Крупнейшей его работой в карьере стало исполнение роли Дэнни Дэвиса в сериале «Эта замечательная жизнь» (англ. It's a Great Life), где за два года он появился семидесяти трёх эпизодах.
Майкл О’Ши был женат дважды: первый раз его супругой стала Грейс Уоттс, с которой он развёлся в 1947 году, но от которой у него осталось двое детей. В том же году он женился вторично на известной актрисе Вирджинии Мейо и прожил с ней до самой своей смерти. В 1953 году у Майкла родился третий ребёнок — Мэри Катерина.
Майкл О’Ши скончался 4 декабря 1973 года от сердечного приступа в Далласе, штат Техас, похоронен на кладбище Pierce Brothers Valley Oaks Memorial Park, Уэстлейк-Виллидж, штат Калифорния.

## Избранная фильмография
- 1943 — Леди бурлеска / англ. Lady of Burlesque — Бифф Бранниган
- 1943 — Джек Лондон / Jack London — Джек Лондон
- 1944 — Человек из Фриско / англ. Man from Frisco — Мэтт Брэддок
- 1945 — Косвенные улики / Circumstantial Evidence — Джо Рейнольдс
- 1947 — Насилие / Violence — Стив Фуллер
- 1949 — Угроза / The Threat — детектив Рэй Уильямс
- 1949 — Большое колесо / The Big Wheel — Вик Салливан
- 1950 — Криминальная история / англ. The Underworld Story — Ральф Манси, окружной пркурор
- 1951 — Примкнуть штыки! / англ. Fixed Bayonets! — сержант Лонерган
- 1954 — Это должно случиться с вами / англ. It Should Happen to You — Брод Клинтон
- 1954—1956 — Эта замечательная жизнь / англ. It's a Great Life — Денни Дэвис (в семидесяти трёх эпизодах)
- 1961 — Приключения в раю / Adventures in Paradise — Динь-Дон Кинселла (в одном эпизоде)
- 1967 — Дактари / англ. Daktari — Элби Поттер (в одном эпизоде)
- 1971 — Адам-12 / англ. Adam-12 — Джонни Делани (в одном эпизоде)